# مارين مرسين
مارين مرسين (بالفرنسية: Marin Mersenne)‏ ‏ (8 سبتمبر 1588–1 سبتمبر 1648) هو عالم إلهيات وفيلسوف ورياضياتي وعالم في نظرية الموسيقى. وهو فرنسي الجنسية.

## حياته
ولد مرسين لأبوين قرويين في مين، ودرس في لو مان والكلية اليسوعية في لا فليش حيث تعرّف على زميله رينيه ديكارت. توجه إلى باريس لدراسة الإلهيات، وفي عام 1614، ذهب إلى نيفير لتدريس الفلسفة، ثم عاد إلى باريس عام 1620. كثف مرسين بعدها أعماله لدراسة الرياضيات والموسيقى. توفي مرسين في باريس عام 1648 بعد أن أصيب بمرض في رئته.

## أعماله
أعمال مرسين الأولى كانت في الفلسفة الإلهيات، حيث نشر مؤلفات ضد الإلحاد والشكوكية. كان علاقة صداقة قوية مع رينيه ديكارت وكان يدعم آرائه في الفلسفة. في المرحلة اللاحقة من حياته، ركز مرسين أعماله حول الرياضيات، الفيزياء، نظرية الموسيقى، و علم الصوت، وقام بالعديد من التجارب في هذه المجالات. في الرياضيات، طوّر مرسين معادلة شهيرة للأعداد الأولية تعرف اليوم بمعادلة أعداد مرسين الأولية.

## أهم مؤلفاته
- Euclidis elementorum libri, etc. (1626)
- Les Mécaniques de Galilée (1634)
- Questions inouies ou récréation des savants (1634)
- Questions théologiques, physiques, etc. (1634)
- Harmonie universelle (1636–7)
- Nouvelles découvertes de Galilée (1639)
- Cogitata physico-mathematica (1644)
- Universae geometriae synopsis (1644)

## روابط خارجية
- مارين مرسين على موقع الموسوعة البريطانية (الإنجليزية)
- مارين مرسين على موقع ميوزك برينز (الإنجليزية)
- مارين مرسين على موقع إن إن دي بي (الإنجليزية)
- مارين مرسين على موقع ديسكوغز (الإنجليزية)